# گیرشناخ
گیرشناخ (به آلمانی: Gierschnach) یک شهر در آلمان است که در ماین-کبلنتس واقع شده‌است. گیرشناخ ۲۷۷ نفر جمعیت دارد.